# Pinophylus
Pinophylus is een geslacht van wantsen uit de familie van de Miridae (Blindwantsen). Het geslacht werd voor het eerst wetenschappelijk beschreven door Schwartz & Schuh in 1999.

## Soorten
Het genus bevat de volgende soorten:

- Pinophylus carneolus (Knight, 1927)
- Pinophylus rolfsi (Knight, 1964)
- Pinophylus stonedahli Schwartz & Schuh, 1999